# Bernhard III van Saksen-Meiningen
Bernhard III Frederik Willem Albert George (Meiningen, 1 april 1851 - aldaar, 16 januari 1928) was van 1914 tot 1918 de laatste hertog van Saksen-Meiningen. Hij was de zoon van de welkbekende Theaterhertog George II en Charlotte van Pruisen, dochter van Albert van Pruisen en Marianne van Oranje-Nassau.
Hij leerde in 1877 de Pruisische prinses Charlotte kennen, dochter van de latere keizer Frederik III en zuster van zijn studievriend Wilhelm (II). Het paar huwde op 18 februari 1878 te Berlijn en een jaar later werd hun enige kind geboren: Feodore Victoria Augusta Marie Marianne (12 mei 1879 - 26 augustus 1945).
Daar hij geen zoons had, werd in 1896 om het voortbestaan van de dynastie te verzekeren het erfrecht gewijzigd ten gunste van de zoons van zijn halfbroer Frederik. Bernhard III besteeg na de dood van zijn vader op 25 juni 1914 de hertogelijke troon en kreeg vrijwel meteen te maken met de Eerste Wereldoorlog. De Arbeiders- en Soldatenraad dwong hem in de Novemberrevolutie op 10 november 1918 tot aftreden. Saksen-Meiningen werd een vrijstaat en ging in 1920 op in Thüringen. Bernhard stierf op 16 januari 1928 te Meiningen, waarna zijn neef George (III) als troonopvolger gold.